# Kalgoorlie Miner
Pour les articles homonymes, voir Miner.
Le Kalgoorlie Miner, ou plus simplement The Miner, est un quotidien régional destiné à la ville de Kalgoorlie et ses environs, en Australie-Occidentale. Il est publié du lundi au samedi par Hocking & Co Pty Ldt et imprimé à Perth par Colourpress Pty Ldt. Il est, avec The Western Australian, le seul quotidien d'Australie-Occidentale.
Le Kalgoorlie Miner est aussi distribué à Perth est dans de nombreuses localités voisines à raison de 5 700 exemplaires (à $1)en semaine et 8 000 (à $1,40) le samedi.